# Lilibert
Lilibert (* 30. November 1923 als Elisabeth Merkels in Luxemburg; † 3. Oktober 2024; bürgerlich Elisabeth Bertram) war eine luxemburgisch-deutsche Schlagertexterin und Rundfunkmoderatorin. Gelegentlich trat sie auch unter dem Pseudonym Jill Jordans auf.

## Leben
Sie gehörte zu den Mitgründern des deutschsprachigen Programms von Radio Luxemburg, bei dem sie von Juli 1957 bis April 1960 die Sendung Die Stunde mit Elisabeth moderierte. 1959 heiratete sie den Kölner Schallplattenproduzenten Hans Bertram. In dieser Zeit begann sie, unter dem Pseudonym Lilibert Schlagertexte zu schreiben.
1959 hatte sie ihren ersten Erfolg mit dem deutschen Text zu Rocco Granatas Hit Marina. Bis in die 1980er Jahre schrieb sie Texte zu zahlreichen Schlagern, etwa für Chris Roberts, Roy Black oder die Fischer-Chöre. Sie starb im Oktober 2024 im Alter von 100 Jahren.

## Werke als Schlagertexterin (Auswahl)
- 1959: Marina (für Will Brandes)
- 1962: Baby Twist (für Will Brandes)
- 1964: Memphis, Tennessee (für Bernd Spier)
- 1966: Good Night my Love / Frag nur Dein Herz (für Roy Black)
- 1966: Du allein (für Franz Beckenbauer)
- 1967: Weißt Du wohin? (Schiwago-Melodie; für Karel Gott)
- 1967: Du bist das Glück (für Franz Beckenbauer)
- 1967: Meine Liebe zu Dir (für Roy Black)
- 1968: Ich denk an Dich (für Roy Black)
- 1969: Dein schönstes Geschenk (für Roy Black)
- 1970: Ein Mädchen nach Maß (für Chris Roberts)
- 1970: Ich bin verliebt in die Liebe (für Chris Roberts)
- 1971: Mein Name ist Hase (für Chris Roberts)
- 1971: Hab’ ich Dir heute schon gesagt, daß ich Dich liebe (für Chris Roberts)
- 1971: Schön ist es auf der Welt zu sein (für Roy Black & Anita)
- 1972: Mein Schatz, Du bist ’ne Wucht! (für Chris Roberts)
- 1972: Eine Rose schenk ich Dir (für Roy Black)
- 1976: Du bist da (für Ann & Andy)

## Werke als Autorin
- Elisabeth Merkels-Bertram: Zeit ist ein Geschenk. Herchen Verlag, Frankfurt am Main 1991, ISBN 3-89184-095-0 (Roman).